# Chariclea nacarata
Chariclea nacarata är en fjärilsart som beskrevs av Geoffroy 1785. Chariclea nacarata ingår i släktet Chariclea och familjen nattflyn. Inga underarter finns listade i Catalogue of Life.